# Duro y suave
«Duro y suave» es una canción de la cantante estadounidense Leslie Grace junto al rapero puertorriqueño Noriel, lanzada como sencillo en 2018. Escrita por ambos junto a un equipo de compositores y producida por Primera, Cáceres y Marrufo, combina reguetón, urban, pop latino. El sencillo obtuvo un disco de Platino en México.

## Composición y lanzamiento
Es una canción de reguetón, urbano y pop latino. Presenta sintetizadores y efectos vocales. De acuerdo con su estructura musical, está escrita en la tonalidad de Si bemol menor y tiene un tempo de 95 pulsaciones por minuto. La canción fue compuesta por Leslie Grace, Noriel, Camilo, Yasmil Marrufo, Mario Cáceres y Servando Primera, mientras que la producción estuvo a cargo de Servando Primera, Mario Cáceres y Yasmil Marrufo.

### Lanzamiento
Fue lanzada como sencillo el 18 de enero de 2018. Grace anunció el lanzamiento de la canción en sus redes sociales dos días antes, el 16 de enero.

## Posicionamiento en listas
| Listas (2018)                    | Mejor posición |
| -------------------------------- | -------------- |
| Argentina (Argentina Hot 100)    | 32             |
| España (Top 100 Canciones)       | 7              |
| Estados Unidos (Hot Latin Songs) | 49             |
| Estados Unidos (Latin Airplay)   | 36             |

## Certificaciones
| País           | Organismo certificador | Certificación | Ventas certificadas | Ref.   |
| -------------- | ---------------------- | ------------- | ------------------- | ------ |
| España         | PROMUSICAE             | 3× Platino    | 180 000             | [ 14 ] |
| Estados Unidos | RIAA                   | 4× Platino    | 240 000             | [ 15 ] |
| México         | AMPROFON               | 2× Platino    | —                   | [ 16 ] |